# Вестхајм (Палатинат)
Вестхајм (њем. Westheim) општина је у њемачкој савезној држави Рајна-Палатинат. Једно је од 31 општинског средишта округа Гермерсхајм. Према процјени из 2010. у општини је живјело 1.734 становника. Посједује регионалну шифру (AGS) 7334033.

## Географски и демографски подаци
Вестхајм се налази у савезној држави Рајна-Палатинат у округу Гермерсхајм. Општина се налази на надморској висини од 112 метара. Површина општине износи 7,1 km². У самом мјесту је, према процјени из 2010. године, живјело 1.734 становника. Просјечна густина становништва износи 244 становника/km².